# Marums församling
Marums församling var en församling i Skara stift och i Skara kommun. Församlingen uppgick 1992 i Marum-Gerums församling.

## Administrativ historik
Församlingen har medeltida ursprung.
Församlingen utgjorde till 1551 ett eget pastorat för att därefter till 1580 vara annexförsamling i pastorat med Skara stadsförsamling som moderförsamling. Från 1580 till 1962 annexförsamling i pastoratet Vinköl och Marum. Från 1962 till 1992 annexförsamling i pastoratet Synnerby, Skallmeja, Västra Gerum, Marum och Vinköl. Församlingen uppgick 1992 i Marum-Gerums församling.

## Kyrkor
- Marums kyrka